# نارامتش
نارامتش (به چکی: Nárameč) یک منطقهٔ مسکونی در جمهوری چک است که در منطقه تربیچ واقع شده‌است.
 نارامتش ۷٫۸۶ کیلومتر مربع مساحت و ۳۵۲ نفر جمعیت دارد و ۴۶۰ متر بالاتر از سطح دریا واقع شده‌است.